# C-SPAN

Logo

C-SPAN (Cable-Satellite Public Affairs Network) ist ein US-amerikanischer Fernsehsender, der ausschließlich über die Gesetzgebung, Regierung und Verfassungsjustiz in den USA berichtet. Der Sender begann am 19. März 1979 mit den Ausstrahlungen.

## Organisation
C-SPAN wird von der Non-Profit-Organisation National Cable Satellite Corporation verwaltet und ist eine Gründung amerikanischer Kabelnetzunternehmen. Es wird privat, aber nicht kommerziell betrieben. Der Fernsehsender wird allein aus Gebühren der Kabelnetzbetreiber, die C-SPAN ausstrahlen, finanziert. Die Mitarbeiterzahl beläuft sich 2013 auf 282, der Vorsitzende C-SPANs im Jahre 2022 ist Pat Esser.
Im März 1979 erreichte C-SPAN 3,5 Mio. Zuschauer, im Jahr 2013 erreichte C-SPAN 100 Mio. Menschen über Satellit und Kabelfernsehen.

## Programminhalt
Zum Programm des Parlamentsfernsehens gehören u. a. die Live-Berichterstattung aus dem US-Kongress sowie die Ausstrahlung offizieller Stellungnahmen und Pressekonferenzen der US-Regierung sowie Interviews zu politischen Themen. Das Fernsehprogramm wird seit 1982 rund um die Uhr ausgestrahlt.
Unter dem Namen C-SPAN2 wird seit 1986 ein zweiter Kanal mit gleichem Prinzip angeboten. Hier werden aktuelle Buchdiskussionen unter dem Namen Booknotes, die Sitzungen des US-Senats und andere spezielle Ereignisse ausgestrahlt. Das weniger verbreitete C-SPAN3 strahlt werktäglich weitere aktuelle und historische Sendungen aus.
Im Internet sind Livestreams von allen drei Fernsehprogrammen verfügbar. Daneben gibt es das C-SPAN-Radio in der Region Washington-Baltimore (WCSP-FM 90,1 MHz), das man auch per Livestream hören kann. In Deutschland waren alle drei Programme von C-SPAN auch über den Peer-to-peer-Dienst Livestation bis zu dessen Schließung im März 2017 empfangbar. Über die Website der C-SPAN Video Library macht der Sender sein gesamtes Video-Archiv kostenlos der Öffentlichkeit zugänglich.

## Sendungen
Der Sender bietet neben den Live-Sendungen folgende Serienthemen an:
- America & The Courts
- American History TV
- Book TV
- First Ladies
- Local Content Vehicles
- Newsmakers
- Prime Minister’s Questions
- Q&A
- The Communicators
- Washington Journal

Frühere Serien waren:
- American Presidents
- American Writers
- Blair House
- Booknotes
- The Capitol
- The Contenders
- Library of Congress
- Presidential Libraries
- Students & Leaders
- The Supreme Court
- Tocqueville
- The White House